# Sport Bild
Sport Bild és una revista alemanya de publicació setmanal (cada dimecres) fundada el 1988. Segons el seu editor, és la revista d'esports més llegida d'Europa amb un tiratge de gairebé mig milió de còpies. Amb Kicker formen les dues revistes líders d'Alemanya, on tot i es diuen generalistes, nogensmenys prepondera el futbol.